# Discographie de Julia Michaels
 (février 2025).
La mise en forme du texte ne suit pas les recommandations de Wikipédia : il faut le « wikifier ».
Les points d'amélioration suivants sont les cas les plus fréquents. Le détail des points à revoir est peut-être précisé sur la page de discussion.
- Les titres sont pré-formatés par le logiciel. Ils ne sont ni en capitales, ni en gras.
- Le texte ne doit pas être écrit en capitales (les noms de famille non plus), ni en gras, ni en italique, ni en « petit »…
- Le gras n'est utilisé que pour surligner le titre de l'article dans l'introduction, une seule fois.
- L'italique est rarement utilisé : mots en langue étrangère, titres d'œuvres, noms de bateaux, etc.
- Les citations ne sont pas en italique mais en corps de texte normal. Elles sont entourées par des guillemets français : « et ».
- Les listes à puces sont à éviter, des paragraphes rédigés étant largement préférés. Les tableaux sont à réserver à la présentation de données structurées (résultats, etc.).
- Les appels de note de bas de page (petits chiffres en exposant, introduits par l'outil «  Source ») sont à placer entre la fin de phrase et le point final[comme ça].
- Les liens internes (vers d'autres articles de Wikipédia) sont à choisir avec parcimonie. Créez des liens vers des articles approfondissant le sujet. Les termes génériques sans rapport avec le sujet sont à éviter, ainsi que les répétitions de liens vers un même terme.
- Les liens externes sont à placer uniquement dans une section « Liens externes », à la fin de l'article. Ces liens sont à choisir avec parcimonie suivant les règles définies. Si un lien sert de source à l'article, son insertion dans le texte est à faire par les notes de bas de page.
- La présentation des références doit suivre les conventions bibliographiques. Il est recommandé d'utiliser les modèles {{Ouvrage}}, {{Chapitre}}, {{Article}}, {{Lien web}} et/ou {{Bibliographie}}. Le mode d'édition visuel peut mettre en forme automatiquement les références.
- Insérer une infobox (cadre d'informations à droite) n'est pas obligatoire pour parachever la mise en page.

Pour une aide détaillée, merci de consulter Aide:Wikification.
Si vous pensez que ces points ont été résolus, vous pouvez retirer ce bandeau et améliorer la mise en forme d'un autre article.
La discographie de Julia Michaels comprend l'ensemble de ses chansons interprétées et écrites.

## Albums studio
| Not in Chronological Order                                                               | - Date de sortie : 30 avril 2021 - Label : Republic Records - Formats : LP, CD, téléchargement numérique, streaming | 183 | 91 | 97 |
| "—" traduit un enregistrement qui n'a pas été classé ou qui n'est pas sorti dans ce pays | |     |    |    |

## EPs
| Julia Michaels                                                                           | - Date de sortie : 20 juillet 2010 - Label : SA Trackworks                       | —  | —  | —  | —  | — | —  |  |
| Futuristic                                                                               | - Date de sortie : 18 avril 2012 - Label : Mighty Generation Music               | —  | —  | —  | —  | — | —  |  |
| Nervous System (en)                                                                      | - Date de sortie : 28 juillet 2017 - Label : Republic Records - Format : Digital | 48 | 97 | 41 | —  | 1 | 24 |  |
| Inner Monologue Part 1 (en)                                                              | - Date de sortie : 24 janvier 2019 - Label : Republic Records - Format : Digital | 99 | 43 | 45 | —  | — | 39 |  |
| Inner Monologue Part 2 (en)                                                              | - Date de sortie : 28 juin 2019 - Label : Republic Records - Format : Digital    | —  | 91 | —  | 14 | — | —  |  |
| Second Self (en)                                                                         | - Date de sortie : 23 mai 2025 - Label: GFY Records - Format : Digital           | —  | —  | —  | —  | — | —  |  |
| "—" traduit un enregistrement qui n'a pas été classé ou qui n'est pas sorti dans ce pays |                                                                                  |    |    |    |    |   |    |  |

## Singles

### En tant qu'artiste principal
| Titre                                                                                    | Année | Classement | Classement | Classement | Classement | Classement | Classement | Classement | Classement | Classement | Classement | Certifications | Album              |
| Titre                                                                                    | Année | É-U        | AUS        | BEL VL     | CAN        | DAN        | ITA        | NOR        | N-Z        | SUE        | R-U        | Certifications | Album              |
| ---------------------------------------------------------------------------------------- | ----- | ---------- | ---------- | ---------- | ---------- | ---------- | ---------- | ---------- | ---------- | ---------- | ---------- | --- | ------------------ |
| Issues                                                                                   | 2017  | 11         | 5          | 8          | 17         | 3          | 52         | 3          | 11         | 11         | 10         | - RIAA: 3× Platine - ARIA: 3× Platine - BEA: Platine - BPI: Platine - FIMI: Platine - GLF: 4× Platine - IFPI DEN: 2× Platine - IFPI NOR: 3× Platine - MC: 2× Platine - RMNZ: Platine | Nervous System     |
| Uh Huh (en)                                                                              | 2017  | —          | 88         | —          | —          | —          | —          | —          | —          | —          | —          | | Nervous System     |
| Worst in Me (en)                                                                         | 2017  | —          | —          | —          | —          | —          | —          | —          | —          | —          | —          | | Nervous System     |
| Hurt Somebody (en) (with Noah Kahan)                                                     | 2018  | —          | 15         | —          | —          | —          | —          | —          | 33         | 88         | —          | | Hurt Somebody      |
| Heaven (en)                                                                              | 2018  | —          | —          | —          | 65         | 24         | —          | 4          | —          | 23         | 77         | - IFPI NOR: Platine | Fifty Shades Freed |
| Jump (featuring Trippie Redd)                                                            | 2018  | —          | —          | —          | —          | —          | —          | —          | —          | —          | —          | | Inconnu            |
| "—" traduit un enregistrement qui n'a pas été classé ou qui n'est pas sorti dans ce pays |       |            |            |            |            |            |            |            |            |            |            | |                    |

### En tant que collaboratrice
| Titre                                                                                    | Année | Classement | Classement | Classement | Classement | Classement | Classement | Classement | Classement | Classement | Classement | Certifications                                                                                            | Album            |
| Titre                                                                                    | Année | É-U        | AUS        | BEL VL     | CAN        | DAN        | ITA        | NOR        | P-B        | N-Z        | R-U        | Certifications                                                                                            | Album            |
| ---------------------------------------------------------------------------------------- | ----- | ---------- | ---------- | ---------- | ---------- | ---------- | ---------- | ---------- | ---------- | ---------- | ---------- | --- | ---------------- |
| Carry Me (en) (Kygo featuring Julia Michaels)                                            | 2016  | —          | 77         | —          | —          | —          | —          | 39         | 81         | —          | 133        | - MC: Or                                                                                                  | Cloud Nine       |
| Friends (en) (Remix) (Justin Bieber et BloodPop (en) featuring Julia Michaels)           | 2017  | —          | —          | —          | —          | —          | —          | —          | —          | —          | —          | | Non-album single |
| I Miss You (en) (Clean Bandit featuring Julia Michaels)                                  | 2017  | 92         | 20         | 5          | 50         | 14         | 75         | 18         | 10         | 17         | 4          | - RIAA: Or - ARIA: 2× Platine - BEA: Platine - BPI: Platine - FIMI: Or - IFPI DEN: Or - MC: Or - RMNZ: Or | TBA              |
| Coming Home (en) (Keith Urban featuring Julia Michaels)                                  | 2018  | —          | 84         | —          | —          | —          | —          | —          | —          | —          | —          | | Graffiti U       |
| "—" traduit un enregistrement qui n'a pas été classé ou qui n'est pas sorti dans ce pays |       |            |            |            |            |            |            |            |            |            |            | |                  |

### En tant qu'invitée
| Titre                                       | Année | Artiste(s)     | Album                  | Crédits             |
| ------------------------------------------- | ----- | -------------- | ---------------------- | ------------------- |
| "Invincible"                                | 2014  | Borgeous       | Non-album single       | Uncredited vocalist |
| "Wildfire"                                  | 2014  | Borgeous       | Non-album single       | Uncredited vocalist |
| "Surrender"                                 | 2014  | Cash Cash      | Blood, Sweat & 3 Years | Uncredited vocalist |
| "They Don't Know Us"                        | 2015  | Borgeous       | Non-album single       | Uncredited vocalist |
| "Straight Into the Fire"                    | 2015  | Zedd           | True Colors            | Uncredited vocalist |
| "Daisy"                                     | 2015  | Zedd           | True Colors            | Uncredited vocalist |
| "Trade Hearts" (featuring Julia Michaels)   | 2015  | Jason Derulo   | Everything Is 4        | Featured artist     |
| "Are You"                                   | 2018  | Julia Michaels | Fifty Shades Freed     | Lead artist         |
| "Like to Be You" (featuring Julia Michaels) | 2018  | Shawn Mendes   | Shawn Mendes           | Featured artist     |

## Clips musicaux
| Titre                                              | Année | Directeur       | Réf. |
| -------------------------------------------------- | ----- | --------------- | ---- |
| Issues                                             | 2017  | Tabitha Denholm |      |
| Uh Huh                                             | 2017  | Emil Nava       |      |
| I Miss You (Clean Bandit featuring Julia Michaels) | 2017  | Clean Bandit    |      |
| Heaven                                             | 2018  | Sophie Muller   |      |
| Jump                                               | 2018  | NYLA Projects   |      |

## Liste des chansons co-écrites
| Titre                                                                        | Année | Artiste(s)          | Album                             | Crédits                        | Écrit avec |
| ---------------------------------------------------------------------------- | ----- | ------------------- | --------------------------------- | ------------------------------ | --- |
| "Fire Starter"                                                               | 2013  | Demi Lovato         | Demi                              | Co-writer                      | Jarrad Rogers, Lindy Robbins |
| "Miss Movin' On"                                                             | 2013  | Fifth Harmony       | Better Together EP                | Co-writer                      | Mitch Allan, Jason Evigan, Lindy Robbins |
| "Break Out"                                                                  | 2013  | Scott Stapp         | Proof of Life                     | Co-writer                      | Scott Stapp, Mitch Allan |
| "Slow Down"                                                                  | 2013  | Selena Gomez        | Stars Dance                       | Co-writer                      | Lindy Robbins, Niles Hollowell-Dahr, David Kuncio, Freddy Wexler |
| "Undercover"                                                                 | 2013  | Selena Gomez        | Stars Dance                       | Co-writer                      | Niles Hollowell-Dahr, Lindy Robbins, Rome Ramirez |
| "Surrender"                                                                  | 2014  | Cash Cash           | Blood, Sweat & 3 Years            | Co-writer                      | Samuel Frisch, Alexander Makhlouf, Jean Paul Makhlouf, Tal Meltzer, Jonas Patterson, Lindy Robbins, Linus Wiklund |
| "I Got You"                                                                  | 2014  | Cimorelli           | Renegade                          | Co-writer                      | David Gamson, Joleen Belle |
| "Run"                                                                        | 2014  | Nicole Scherzinger  | Big Fat Lie                       | Co-writer                      | Justin Tranter, Felix Snow |
| "Don't Talk About Love"                                                      | 2014  | G.R.L.              | G.R.L. EP                         | Co-writer                      | Jason Evigan, Mitch Allan, Lindy Robbins |
| "I Dare You"                                                                 | 2015  | Bea Miller          | Not an Apology                    | Co-writer                      | Mitch Allan, Christopher Sernel |
| "Force of Nature"                                                            | 2015  | Bea Miller          | Not an Apology                    | Co-writer                      | Ashley Gorley, Andrew Harr, Jermaine Jackson |
| "Kingdom Come" (featuring Iggy Azalea)                                       | 2015  | Demi Lovato         | Confident                         | Co-writer                      | Demetria Lovato, Steve McCutcheon, Amethyst Kelly |
| "Waitin for You" (featuring Sirah)                                           | 2015  | Demi Lovato         | Confident                         | Co-writer                      | Demetria Lovato, Jason Evigan, Steve McCutcheon, Sara Mitchell |
| "Love Myself"                                                                | 2015  | Hailee Steinfeld    | Haiz EP                           | Co-writer                      | Mattias Larsson, Robin Fredriksson, Oscar Holter, Justin Tranter |
| "You're Such A"                                                              | 2015  | Hailee Steinfeld    | Haiz EP                           | Co-writer                      | Mattias Larsson, Robin Fredriksson, Justin Tranter |
| "Rock Bottom" (solo / featuring DNCE)                                        | 2015  | Hailee Steinfeld    | Haiz EP                           | Co-writer                      | Mattias Larsson, Robin Fredriksson, Justin Tranter |
| "Hell Nos and Headphones"                                                    | 2015  | Hailee Steinfeld    | Haiz EP                           | Co-writer                      | Mattias Larsson, Robin Fredriksson, Justin Tranter |
| "Sorry"                                                                      | 2015  | Justin Bieber       | Purpose                           | Co-writer                      | Justin Bieber, Justin Tranter, Michael Tucker, Sonny Moore |
| "The Feeling" (featuring Halsey)                                             | 2015  | Justin Bieber       | Purpose                           | Co-writer                      | Justin Bieber, Edward Christopher Sheeran, Clarence Coffee Jr., Sarah Hudson, Sonny Moore, Ian Kirkpatrick |
| "War Paint"                                                                  | 2015  | Kelly Clarkson      | Piece by Piece                    | Co-writer                      | Joleen Belle, Nolan Lambroza |
| "Love Me or Leave Me"                                                        | 2015  | Little Mix          | Get Weird                         | Co-writer                      | Matthew Radosevich, Shane Stevens |
| "Area Code"                                                                  | 2015  | Nick Jonas          | Nick Jonas X2                     | Co-writer                      | Nicholas Jonas, Ian Kirkpatrick, Nolan Lambroza, Sean Douglas, Simon Wilcox |
| "That's How You Know" (featuring Kid Ink & Bebe Rexha)                       | 2015  | Nico & Vinz         | Catastrophe EP                    | Co-writer                      | Vincent Dery, Brian Collins, Kahouly Sereba |
| "Touch"                                                                      | 2015  | Pia Mia             | Non-album single                  | Co-writer                      | Pia Perez, Justin Tranter, Mikkel Eriksen, Tor Hermansen, Michael Tucker |
| "Poison"                                                                     | 2015  | Rita Ora            | Non-album single                  | Co-writer                      | Kate Nash, Nolan Lambroza |
| "Good for You" (solo / featuring ASAP Rocky)                                 | 2015  | Selena Gomez        | Revival                           | Co-writer                      | Selena Gomez, Justin Tranter, Nicholas Monson, Nolan Lambroza, Rakim Mayers, Hector Delgado |
| "Revival"                                                                    | 2015  | Selena Gomez        | Revival                           | Co-writer                      | Selena Gomez, Timothy Price, Chauncey Hollis, Justin Tranter, Adam Schmalholz |
| "Hands to Myself"                                                            | 2015  | Selena Gomez        | Revival                           | Co-writer                      | Selena Gomez, Justin Tranter, Mattias Larsson, Robin Fredriksson, Karl Sandberg |
| "Sober"                                                                      | 2015  | Selena Gomez        | Revival                           | Co-writer                      | Chloe Angelides, Jacob Kasher Hindlin, Mikkel Eriksen, Tor Hermansen |
| "Me & the Rhythm"                                                            | 2015  | Selena Gomez        | Revival                           | Co-writer                      | Selena Gomez, Justin Tranter, Mattias Larsson, Robin Fredriksson |
| "Body Heat"                                                                  | 2015  | Selena Gomez        | Revival                           | Co-writer                      | Selena Gomez, Timothy Price, Chauncey Hollis, Justin Tranter, adam Schmalholz |
| "Nobody"                                                                     | 2015  | Selena Gomez        | Revival                           | Co-writer                      | Selena Gomez, Shane Stevens, Nicholas Monson |
| "Perfect"                                                                    | 2015  | Selena Gomez        | Revival                           | Co-writer                      | Selena Gomez, Justin Tranter, Felix Snow |
| "Papercut" (featuring Troye Sivan)                                           | 2015  | Zedd                | True Colors                       | Co-writer                      | Anton Zaslavski, Samuel Martin, Lindy Robbins, Jason Evigan, Austin Paul Flores |
| "Straight into the Fire"                                                     | 2015  | Zedd                | True Colors                       | Un-credited vocalist/Co-writer | Anton Zaslavski, Samuel Martin, Lindy Robbins, Mark Nilan Jr. |
| "Daisy"                                                                      | 2015  | Zedd                | True Colors                       | Un-credited vocalist/Co-writer | Anton Zaslavski, Andreas Schuller, Jason Evigan, Danny Parker |
| "Hurts So Good"                                                              | 2016  | Astrid S            | Astrid S EP                       | Co-writer                      | Lindy Robbins, Thomas Meredith, Marco Borerro |
| "Home Alone"                                                                 | 2016  | Ansel Elgort        | Non-album single                  | Co-writer                      | Ansel Elgort, Kyle Trewartha, Thomas Norris |
| "Invitation"                                                                 | 2016  | Britney Spears      | Glory                             | Co-writer                      | Britney Spears, Justin Tranter, Nicholas Monson |
| "Do You Wanna Come Over?"                                                    | 2016  | Britney Spears      | Glory                             | Co-writer                      | Mattias Larsson, Robin Fredriksson, Justin Tranter, Sandy Chila |
| "Slumber Party" (solo / featuring Tinashe)                                   | 2016  | Britney Spears      | Glory                             | Co-writer                      | Mattias Larsson, Robin Fredriksson, Justin Tranter |
| "Just Like Me"                                                               | 2016  | Britney Spears      | Glory                             | Co-writer                      | Britney Spears, Justin Tranter, Nicholas Monson |
| "Better"                                                                     | 2016  | Britney Spears      | Glory                             | Co-writer                      | Britney Spears, Justin Tranter, Michael Tucker |
| "Change Your Mind (No Seas Cortes)"                                          | 2016  | Britney Spears      | Glory                             | Co-writer                      | Mattias Larsson, Robin Fredriksson, Justin Tranter |
| "Carry Me" (featuring Julia Michaels)                                        | 2016  | Kygo                | Cloud Nine                        | Featured artist/Co-writer      | Kyrre Gorvell-Dahll, Justin Tranter |
| "All in My Head (Flex)" (featuring Fetty Wap)                                | 2016  | Fifth Harmony       | 7/27                              | Co-writer                      | Mikkel Eriksen, Tor Hermansen, Benjamin Levin, Brian Garcia, Daystar Peterson, Nolan Lambroza, Willie Maxwell II, Ewart Brown, Clifton Dillon, Richard Foulks, Herbert Harris, LeRoy Romans, Lowell Dunbar, Brian Thompson, Handel Tucker |
| "Dope"                                                                       | 2016  | Fifth Harmony       | 7/27                              | Co-writer                      | Jack Antonoff, Justin Tranter |
| "Used to Love You"                                                           | 2016  | Gwen Stefani        | This Is What the Truth Feels Like | Co-writer                      | Gwen Stefani, Justin Tranter, Joathan Reuven Rotem, Teal Douville |
| "Make Me Like You"                                                           | 2016  | Gwen Stefani        | This Is What the Truth Feels Like | Co-writer                      | Gwen Stefani, Justin Tranter, Mattias Larsson, Robin Fredriksson |
| "Misery"                                                                     | 2016  | Gwen Stefani        | This Is What the Truth Feels Like | Co-writer                      | Gwen Stefani, Justin Tranter, Mattias Larsson, Robin Fredriksson |
| "You're My Favorite"                                                         | 2016  | Gwen Stefani        | This Is What the Truth Feels Like | Co-writer                      | Gwen Stefani, Justin Tranter, Greg Kurstin |
| "Where Would I Be?"                                                          | 2016  | Gwen Stefani        | This Is What the Truth Feels Like | Co-writer                      | Gwen Stefani, Justin Tranter, Greg Kurstin |
| "Truth"                                                                      | 2016  | Gwen Stefani        | This Is What the Truth Feels Like | Co-writer                      | Gwen Stefani, Justin Tranter, Mattias Larsson, Robin Fredriksson |
| "Send Me a Picture"                                                          | 2016  | Gwen Stefani        | This Is What the Truth Feels Like | Co-writer                      | Gwen Stefani, Justin Tranter, Greg Kurstin |
| "Asking 4 It" (featuring Fetty Wap)                                          | 2016  | Gwen Stefani        | This Is What the Truth Feels Like | Co-writer                      | Gwen Stefani, Justin Tranter, Mikkel Eriksen, Tor Hermansen, Willie Maxwell II |
| "Me Without You"                                                             | 2016  | Gwen Stefani        | This Is What the Truth Feels Like | Co-writer                      | Gwen Stefani, Justin Tranter, Jonathan Reuven Rotem |
| "Rare"                                                                       | 2016  | Gwen Stefani        | This Is What the Truth Feels Like | Co-writer                      | Gwen Stefani, Justin Tranter, Greg Kurstin |
| "Rocket Ship"                                                                | 2016  | Gwen Stefani        | This Is What the Truth Feels Like | Co-writer                      | Gwen Stefani, Justin Tranter, Jonathan Reuven Rotem, Teal Douville |
| "Getting Warmer"                                                             | 2016  | Gwen Stefani        | This Is What the Truth Feels Like | Co-writer                      | Gwen Stefani, Justin Tranter, Jonathan Reuven Rotem, Michael Green |
| "Handwritten"                                                                | 2016  | Tini                | Tini                              | Co-writer                      | Shelly Peiken, David Gamson |
| "Lo Que Tu Alma Escribe"                                                     | 2016  | Tini                | Tini                              | Co-writer                      | Shelly Peiken, David Gamson |
| "Close" (featuring Tove Lo)                                                  | 2016  | Nick Jonas          | Last Year Was Complicated         | Co-writer                      | Mattias Larsson, Robin Fredriksson, Justin Tranter, Tove Ebba Nilsson |
| "Chainsaw"                                                                   | 2016  | Nick Jonas          | Last Year Was Complicated         | Co-writer                      | Nicholas Jonas, Nolan Lambroza, Simon Wilcox, Sean Douglas |
| "In The Dark"                                                                | 2016  | Olivia Holt         | Olivia EP                         | Co-writer                      | Lindy Robbins, Jintae Ko, Tanner Underwood |
| "What You Do To Me"                                                          | 2016  | John Legend         | Darkness and Light                | Co-writer                      | John Stephens, Blake Mills, Matthew Sweeney, Justin Tranter, Michael Tucker |
| "Surefire"                                                                   | 2016  | John Legend         | Darkness and Light                | Co-writer                      | John Stephens, Blake Mills, William Oldham, Ludwig Goransson |
| "Back to Beautiful"                                                          | 2017  | Sofia Carson        | Non-album single                  | Co-writer                      | Alan Walker, Justin Tranter, Mikkel Eriksen, Gunnar Pettersen, Anders Froen, Tor Hermansen, Jesper Borgen |
| "Heavy" (featuring Kiiara)                                                   | 2017  | Linkin Park         | One More Light                    | Co-writer                      | Chester Bennington, Michael Shinoda, Bradford Delson, Justin Tranter |
| "I Can't Breathe"                                                            | 2017  | Bea Miller          | Aurora                            | Co-writer                      | Beatrice Miller, James Wong |
| "Dive"                                                                       | 2017  | Ed Sheeran          | ÷                                 | Co-writer                      | Edward Christopher Sheeran, Benjamin Levin |
| "One Mississippi"                                                            | 2017  | Zara Larsson        | So Good                           | Co-writer                      | Frederik Ball |
| "Electric Touch"                                                             | 2017  | Arizona             | Gallery                           | Co-writer                      | Zachary Hannah, Nathaniel Esquite, David Lebuguen |
| "Truce"                                                                      | 2017  | Lea Michelle        | Places                            | Co-writer                      | Joleen Belle, Stephan Moccio |
| "When a Woman"                                                               | 2017  | Shakira             | El Dorado                         | Co-writer                      | Shakira Ripoll, Kurtis McKenzie, Jonathan Mills, Mangus August Hoiberg, Justin Tranter |
| "Hate That You Know Me"                                                      | 2017  | Bleachers           | Gone Now                          | Co-writer                      | Jack Antonoff |
| "How Did We"                                                                 | 2017  | Skylar Stecker      | Non-album single                  | Co-writer                      | Jussi Karvinen, Justin Tranter |
| "Wanna Know Love"                                                            | 2017  | Jasmine Thompson    | Wonderland EP                     | Co-writer                      | Michael Tucker, Justin Tranter |
| "Words"                                                                      | 2017  | Jasmine Thompson    | Wonderland EP                     | Co-writer                      | Jasmine Thompson, Justin Tranter, Oscar Gorres, Oscar Holter |
| "Bad Liar"                                                                   | 2017  | Selena Gomez        | Non-album single                  | Co-writer                      | Selena Gomez, Justin Tranter, Ian Kirkpatrick, David Byrne, Christopher Frantz, Tina Weymouth |
| "Party's Over"                                                               | 2017  | Astrid S            | Party's Over EP                   | Co-writer                      | Louis Schoorl, Marco Borerro, Ashley Gorley |
| "Either Way" (with Anne-Marie featuring Joey Badass)                         | 2017  | Snakehips           | TBA                               | Co-writer                      | James David, Warren "Oak" Felder, Oliver Dickenson, Jo-Vaughn Scott |
| "Friends" (with Justin Bieber / with Justin Bieber featuring Julia Michaels) | 2017  | BloodPop            | Non-album single                  | Featured artist/Co-writer      | Justin Bieber, Michael Tucker, Justin Tranter |
| "Ins and Outs"                                                               | 2017  | Sofia Carson        | Non-album single                  | Co-writer                      | Justin Tranter, Jason Evigan |
| "Drew Barrymore"                                                             | 2017  | Bryce Vine          | TBA                               | Co-writer                      | Bryce Johnson, Nolan Lambroza, Jonathan Clark |
| "Like You Mean It" (featuring Rhys)                                          | 2017  | Robin Schulz        | Uncovered                         | Co-writer                      | Robin Schulz, Justin Tranter, Jurgen Dohr, Dennis Bierbrodt, Guido Kramer, Mason Levy, Stefan Dabruck |
| "Lips on You"                                                                | 2017  | Maroon 5            | Red Pill Blues                    | Co-writer                      | Adam Levine, Charlie Puth, Jacob Kasher Hindlin, Jason Evigan |
| "Repercussions"                                                              | 2017  | Bea Miller          | Aurora                            | Co-writer                      | Beatrice Miller, Jesse Shatkin, Justin Tranter |
| "Skateboard"                                                                 | 2017  | Jacob Sartorius     | Left Me Hangin'                   | Co-writer                      | Ian Kirkpatrick |
| "Barbies"                                                                    | 2017  | P!nk                | Beautiful Trauma                  | Co-writer                      | Alecia Moore, Ross Golan, Jakob Jerlstrom, Ludwig Soderberg |
| "For Now"                                                                    | 2017  | P!nk                | Beautiful Trauma                  | Co-writer                      | Alecia Moore, Mattias Larsson, Robin Fredriksson, Karl Sandberg |
| "Hearts"                                                                     | 2017  | Jessie Ware         | Glasshouse                        | Co-writer                      | Jessica Ware, Benjamin Levin, Benjamin Ash |
| "I Miss You" (featuring Julia Michaels)                                      | 2017  | Clean Bandit        | TBA                               | Featured artist/Co-writer      | Jack Patterson, Grace Chatto |
| "Parallel Line"                                                              | 2018  | Keith Urban         | Graffiti U                        | Co-writer                      | Edward Sheeran, Benjamin Levin, Johnny McDaid, Amy Wadge, Chris Martin, Guy Berryman, Jonny Buckland, Will Champion, Mikkel Eriksen, Tor Hermansen                                                                                        |
| "Make Me Feel"                                                               | 2018  | Janelle Monae       | Dirty Computer                    | Co-writer                      | Janelle Monae, Mattias Larsson, Robin Fredriksson, Justin Tranter |
| "Sink In"                                                                    | 2018  | Amy Shark           | Love, Simon: OST                  | Co-writer                      | Benjamin Berger, Ryan McMahon |
| "Coming Home" (featuring Julia Michaels)                                     | 2018  | Keith Urban         | Graffiti U                        | Featured artist/Co-writer      | Keith Urban, Jonathan Reuven Rotem, Nicolle Galyon, Merle Haggard |
| "2002"                                                                       | 2018  | Anne-Marie          | Speak Your Mind                   | Co-writer                      | Anne-Marie Nicholson, Steve McCutcheon, Edward Sheeran, Benjamin Levin |
| "Way Too Long"                                                               | 2018  | Keith Urban         | Graffiti U                        | Co-writer                      | Oscar Holter, Nathaniel Ruess |
| "Gemini"                                                                     | 2018  | Keith Urban         | Graffiti U                        | Co-writer                      | Keith Urban, Justin Tranter, Ian Kirkpatrick |
| "Going Going Gone"                                                           | 2018  | Maddie Poppe        | TBA                               | Co-writer                      | Lindy Robbins, Mitch Allan |
| "Nervous"                                                                    | 2018  | Shawn Mendes        | Shawn Mendes                      | Co-writer                      | Shawn Mendes, Scott Friedman |
| "Like to Be You" (featuring Julia Michaels)                                  | 2018  | Shawn Mendes        | Shawn Mendes                      | Featured artist/Co-writer      | Shawn Mendes, Scott Friedman |
| "Deserve"                                                                    | 2018  | Christina Aguilera  | Liberation                        | Co-writer                      | To be confirmed |
| "If Walls Could Talk"                                                        | 2018  | 5 Seconds of Summer | Youngblood                        | Co-writer                      | Calum Hood, Aston Irwin, Justin Tranter, Nolan Lambroza |
| "Hallelujah"                                                                 | 2018  | Years & Years       | Palo Santo                        | Co-writer                      | Olly Alexander, Greg Kurstin, Michael Goldsworthy, Justin Tranter |
| "Preacher"                                                                   | 2018  | Years & Years       | Palo Santo                        | Co-writer                      | Olly Alexander, Jesse Shatkin, Justin Tranter |
| "Walk My Way"                                                                | 2018  | Brynn Cartelli      | TBA                               | Co-writer                      | Justin Tranter, Nicholas Monson |